# Planalto (Paraná)
Planalto é um município brasileiro do estado do Paraná. Sua população estimada em 2021 foi de 13385 habitantes.

## História
A região onde se localiza, começou a ser efetivamente ocupada a partir da década de 1940 por colonos gaúchos e catarinenses, que reproduziam ali sua agricultura mercantilizada, com base na pequena produção familiar.
As famílias que se estabeleceram nesta localidade eram de etnias diferentes, principalmente alemães e italianos que, no início, dedicaram-se ao plantio de subsistência e à criação de suínos e frangos.
Criado através da Lei Estadual nº 4731, de 24 de junho de 1963, e instalado em 11 de novembro do mesmo ano, foi desmembrado de Capanema.

## Geografia
Localizado à latitude 25º42'58" sul e à longitude 53º45'58" oeste, o município tem altitude de 400 metros e área de 345,740km²
Constitui-se de quatro distritos: Valério, Centro Novo, Barra Grande e Sagrada Família.

## Administração
- Prefeito: Luiz Carlos Boni (PDT) (2021/2024)
- Vice-prefeito: Cezar Inácio Zimmer (PMDB)
- Presidente da Câmara:Mauri krielow (PMDB) (2021/2022)